# Sabily
Sabily, voorheen Ubuntu Muslim Edition, is een Linuxdistributie voor moslims gebaseerd op Ubuntu. Het is naast Ubuntu een van de weinige Linuxdistributies die de desktopomgeving Unity gebruikt. Sabily kan geïnstalleerd worden op Windows XP, Windows Vista of Windows 7 via Wisabi, een op Wubi gebaseerd installatiegereedschap.

## Versiegeschiedenis
Sabily volgt de versienummering van Ubuntu. Volgende versies zijn reeds verschenen:
- UbuntuME 7.04 (12 oktober 2007)
- UbuntuME 7.10 (2 december 2007)
- UbuntuME 8.04 (17 mei 2008)
- UbuntuME 8.04.1 (22 juli 2008)
- Sabily 9.04 Taibah (12 mei 2009)
- Sabily 9.10 Gaza (27 december 2009)
- Sabily 10.04 Manarat (28 juni 2010)
- Sabily 10.10 Al-Quds (2 november 2010)
- Sabily 11.04 Badr (5 mei 2011)
- Sabily 11.10 Uhud (19 december 2011)

## Edities
Er zijn drie edities van Sabily:
- Small (vertaald: klein, 968 MB), bevat de belangrijkste Sabily-pakketten: islamitische programma's en ondersteuning voor Arabisch;
- Full (vertaald: volledig, 1,55 GB), bevat alles van de small-versie. Daarbovenop bevat het nog multimedia, educatieve en andere programma's;
- Ultimate (vertaald: ultiem, 3,3 GB), bevat naast alles uit de volledige versie ook opzeggingen uit de Koran.

## Software
Naast de standaardsoftware uit Ubuntu bevat Sabily volgende islamitische pakketten:
- Zekr: Koran-studeergereedschap;
- Minbar: programma dat de gebruiker informeert over de islamitische gebedstijden;
- Monajat: applicatie die pop-ups toont wanneer er gebeden moet worden;
- Firefox-praytimes: Firefox-extensie die de islamitische, dagelijkse gebedstijden geeft;
- Webstrict: grafische gebruikersomgeving voor dansguardian, een webfilter;
- Nanny: GNOME Nanny, het ouderlijk toezichtssysteem;
- Thwab: elektronisch encyclopediesysteem;
- Hijra: islamitische kalender;
- Mus-haf Othman: browser voor de Koran.